# Lstivá Daredžan
Lstivá Daredžan (původně Lstivá Tamara, v gruzínštině დარეჯან ცბიერის / თამარ ცბიერი, v ruštině Дареджан Коварная / Тамара Коварная) je opera o třech dějstvích a čtyřech obrazech gruzínského skladatele Melitona Balančivadzeho (1862–1937). Námět je vzat z básně Lstivá Tamara slavného gruzínského básníka Akakije Cereteliho, jež s básnickou licencí popisuje nechvalně známou postavu imeretijské královny Daredžan (zemřela roku 1668). Původní ruské libreto napsal Vasilij Lvovič Veličko (1860–1904) a při kompozici byl nápomocen skladatel Nikolaj Nikolajevič Čerepnin (1873–1945). V této podobě byly úryvky z opery provedeny šlechtickými ochotníky v Petrohradě roku 1897.
V plné podobě se však opera inscenace dočkala až v roce 1926 v tbiliském operním divadle. Překlad a úpravu libreta provedl pro tuto příležitost skladatel Konstantin Georgijevič Potschverašvili (1880–1959) a na hudební úpravě spolupracoval skladatelův syn Andrej Melitonovič Balančivadze (1906–1992). Dirigoval Sergej Stolerman a režii měl Cucunava.
Při nové inscenaci v Tbilisi roku 1936 byl název změněn z Lstivá Tamara na Lstivá Daredžan a pod tímto názvem (a v ruském překladu) byla opera uvedena roku 1937 na dekádě gruzínského umění v Moskvě. Opera byla v Gruzii uváděna i nadále (nové inscenace 1945, 1959…).
Po hudební stránce se Balančivadze inspiruje především raným Verdim; i libreto spíše než historické rysy akcentuje osobní drama pýchy a žárlivosti. Sovětský muzikolog Avram Gozenpud na opeře oceňoval využití gruzínské písňové i taneční hudby, jakož i její „vysokou občanskost, patos a hrdinskost“.
Ačkoli prvotní uvedení opery roku 1897 bylo v ruštině a jen neúplné, bývá Lstivá Daredžan označována za první gruzínskou operu (jinak tento primát drží Abesalom a Eteri Zakarije Paliašviliho).

## Osoby
- Car Jiří – bas

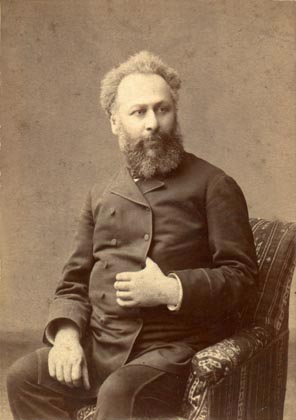
Básník Akakij Cereteli, autor předlohy

- Carevna Daredžan (Tamara), jeho žena – mezzosoprán
- Goča, lidový básník – baryton
- Cira, carevnina důvěrnice – soprán
- Niko, mladý Gurijec – tenor
- Ministr – bas
- Šašek – tenor[4]

## Děj opery

### 1. dějství
(V krásné zahradě u paláce královny Daredžan) Na gruzínském trůně sedí král Jiří, skutečnou vládu však má v rukou jeho krásná a chytrá manželka, královna Daredžan. A její vláda se vyznačuje krutostí k lidu, z nějž jsou přísně vymáhány vysoké daně, z nichž královna živí početné dvořanstvo a pořádá nádherné slavnosti. Jejím milostným choutkám přitom přirozeně nestačí její slabošský manžel: Daredžan se snaží všemi prostředky získat lásku proslulého lidového pěvce Goči.
Ten však královnu nenávidí za to, jaké utrpení lidu působí, a usiluje o její smrt, neboť jen ta může ukončit útlak. K tomuto účelu se tajně schází v paláci s královninou důvěrnicí Cirou, jež ke své paní chová stejné city. K uskutečnění svého záměru se společníci dohodnou využít mladého Gurijce Nika, zamilovaného do Ciry. Podle úmluvy Cira v noci zavede Nika do královniny ložnice, až Daredžan usne, a Niko královně podřízne hrdlo.
Na místo za zvuku fanfár přicházejí král a královna se svým průvodem. Skončily sportovní hry, které v zahradě pořádali, a vítěznému atletovi předává vladařský pár cennou odměnu. Obřad přechází do veselého hýření, zpěvu a tance.

### 2. dějství

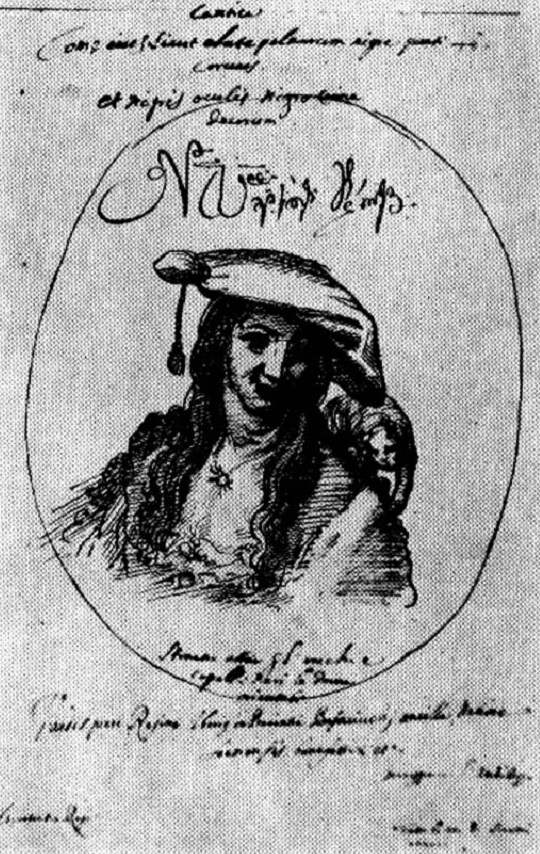
Královna Daredžan. Náčrtek italského misionáře Cristofora Castelliho.

(1. obraz – Královnina komnata) Hlouček dvorních dam upravuje královnin oděv a účes a přitom lichotivě opěvuje její krásu a vznešenost. Daredžan jim samolibě naslouchá, když je však toaleta skončena, posílá všechny pryč. Myslí na básníka Goču, který jediný se stále vymyká dosahu její moci. A čím více se jí straní, tím posedlejší je královna touhou po jeho lásce. Proto se dnes vystrojila a pozvala Goču k audienci.
Cira vchází ohlásit básníkův příchod. Když s ním Daredžan osamí, použije poslední prostředek a vyznává Gočovi otevřeně svou lásku. Goča však královnino přiznání bez pohnutí zavrhuje jako bláznivý rozmar. Vášnivá Daredžan se rozzuří a dává básníka uvrhnout do vězení.
(2. obraz – Ložnice Daredžan) Cira zpívá své paní lahodnou milostnou píseň, která královnu ukolébá k spánku. Když si je Cira jista, že Daredžan usnula, vpouští do místnosti Nika s obnaženým kinžálem v ruce. Ten se tiše přiblíží ke spící královně, ale při pohledu na její krásný a ve spánku mírný a nevinný obličej ztratí své odhodlání. Dardžan procitne, přitáhne mladíka k sobě a ten podléhá jejímu kouzlu. Cira vtrhne dovnitř, rozhněvána Nikovou slabostí mu sama bere kinžál a chystá se královnu ubodat. Hluk však přivolal krále Jiřího a ten stačí dát včas pokyn strážím, jež Ciru přemohou a sváží.

### 3. dějství
Goča a Cira očekávají ve vězení trest smrti. Králi Jiřímu to však činí velké starosti. Zatímco případ proti Ciře je jednoznačný, proti Gočovi nemá dost důkazů a básník má v celé zemi obrovskou oblibu, jeho poprava by mohla přivodit rebelie. Kromě toho i král sám Gočovo umění obdivuje. Žádá proto svého starého ministra o radu. Ministr připomíná, že Jiřího předchůdce král Bagrat slíbil Gočovi za jeho zásluhy vyplnění jednoho jakéhokoli přání; toto královské slovo dosud nebylo naplněno, a proto může básník požádat o svůj život. Král děkuje za radu a svolává dvůr. K vytvoření ještě lepší nálady se nabídne šašek, že rozveselí krále písní: ta je však jen snůškou zlomyslných invektiv proti nenáviděné královně.
Král dává předvolat oba odsouzence a Gočovi připomíná jeho právo na splnění jednoho přání. Přitom mu naznačuje, že je ochoten mu darovat život. Ale básník milost odmítá a místo toho žádá o omilostnění Ciry. Ta však není ochotna takovou oběť přijmout a trvá na tom, že má-li být Goča popraven, chce zemřít také. Oba se chystají jít na popraviště jako vítězové a Goča metá králi do tváře slova, že on, ač živ a na trůně, zůstává otrokem.
Mučednickou smrt obou odsouzenců nakonec překazí sama Daredžan. Poháněna svědomím, přiznává se přede všemi, že Goču obvinila falešně ze zklamané lásky. Lituje nepravostí, kterých se dopustila na svém manželovi i na lidu. Sama nad sebou již vyřkla rozsudek; vypije jed a ukončuje před celý shromážděním svůj bídný život.